# Jerónimo de la Escosura y López de Porto
Jerónimo de la Escosura y López de Porto (Oviedo, 19 de desembre de 1774 - Madrid, 11 de novembre de 1855). Escriptor i militar espanyol, pare de l'escriptor Patricio de la Escosura Morrogh, de l'enginyer Luis de la Escosura y Morrogh i del periodista i dramaturg Narciso de la Escosura.

## Biografia
En 1791 va ingressar com a cadet en el Regiment d'Infanteria d'Astúries, combatent al Rosselló en la guerra de 1793. Després va ser inspector militar i membre de l'Estat Major de Carles IV. En 1805 es va casar amb Ana Morrogh Wolcott. La invasió francesa de 1808 el va sorprendre a Madrid. Va col·laborar a organitzar la resistència però aviat va ser fet pres. Es va escapolir i va acabar a Sevilla, cap a on es va dirigir la Junta Suprema Central en la seva fugida de les tropes napoleòniques. Després de la guerra va passar a exercir ocupacions civils: va ser tresorer de Castella La Vella i oficial de la Secretària d'Hisenda (1817-1820). Superintendent de la Fàbrica de Tabacs de Madrid en 1826, vocal de la Junta de Foment entre 1830 i 1831 i president de la Junta d'Estadística creada pel Ministeri de la Governació. En 1832 va ser classificat com a Intendent de Província de primera classe. En 1841, amb la Regència de Espartero, es va jubilar.
Va dedicar els últims anys de la seva vida a la seva vocació d'escriptor. Havia publicat de jove una Historia de España i cap a 1838 acabava les Historias de Grecia, Roma y España, que encara abans d'acabar-se era llibre obligat en l'ensenyament secundari. En 1843 va ser nomenat acadèmic de nombre en la Reial Acadèmia Espanyola, en 1844 de la d'Història i més tard en la de Sant Ferran. La seva labor com a traductor es va centrar en obres científiques i tècniques de l'anglès i del francès, així com algunes dramàtiques de Eugène Scribe i novel·les de Dumas. Va deixar inèdit i manuscrit el seu discurs d'ingrés en la Reial Acadèmia de la Història, "Diversos modos antiguos y modernos de escribir la Historia", 1843.

## Obres

### Traduccions
- Thomas Tredgold, Tratado de las máquinas de vapor. Madrid, 1831.
- Lowry, Conversaciones sobre economía política, Madrid, 1835.

### Llibres de text
- Compendio de la Historia de Grecia, Madrid, 1830.
- Compendio de la Historia de España, Madrid, 1839.
- Compendio de la Historia de Roma, Madrid, 1830.
- Compendio de la Historia de Egipto, Madrid, 1835.